# Antonin Louchard
Antonin Louchard, né le 21 novembre 1954 à Bobo-Dioulasso (Burkina Faso), est un auteur jeunesse, illustrateur, peintre et dessinateur français.

## Biographie
Antonin Louchard a grandi à  Rennes et à Larmor-Plage. Il a suivi des cours de peinture à Lorient, puis a suivi des études de philosophie, de sciences politiques et de journalisme à Paris. Il a été journaliste (à Science et vie) et enseignant,.
Il se tourne vers la peinture et l'illustration, et ses premiers ouvrages sont publiés en 1990. Il précise en 2017 qu'il a une « prédilection pour la gouache. »
Il est auteur-illustrateur, et illustrateur de plusieurs dizaines d'ouvrages jeunesse, édités majoritairement aux éditions Thierry Magnier ; il a également été publié par Hachette Jeunesse, Albin Michel jeunesse, le Seuil, ou Syros.
Parmi les auteurs jeunesse dont il a illustré les textes figurent Daniel Pennac, Christian Poslaniec ou Thierry Lenain.
Il a coréalisé plusieurs ouvrages avec l'artiste peintre et dessinatrice Katy Couprie,, dont Des milliards d'étoiles et Oh la vache ! en 1998, Tout un monde en 1999, et Au jardin en 2003. Ces quatre ouvrages font partie de la « Bibliothèque idéale » du Centre national de la littérature pour la jeunesse (BnF). Une exposition est consacrée à leur collaboration en 2019 au Musée de l'illustration jeunesse de Moulins : l'exposition « Imagi[n]er »,.
Il a été récompensé par plusieurs prix, dont une Mention au prestigieux prix BolognaRagazzi de la Foire internationale du livre jeunesse de Bologne en 2004 pour Au jardin, coréalisé avec Katy Couprie.
Il dirige la collection « Tête de lard » des éditions Thierry Magnier,, et a créé la collection « Aux petits oignons » de Gallimard jeunesse.
Le magazine Griffon lui a consacré un dossier en 2002.

## Prix et distinctions
- Prix Sorcières 2000, catégorie Tout-petits, pour Tout un monde, avec Katy Couprie
- Prix Pitchou en 1998 pour Mon Petit cœur et Jean le géant géant, en 2001[14], pour Tout un monde, avec Katy Couprie
- (international) « Honour List » 2002[15] de l' IBBY pour Tout un monde, avec Katy Couprie
- Deutscher Jugendliteraturpreis 2002[16] , catégorie Livre illustré, pour Tout un monde, avec Katy Couprie
- Mention prix BolognaRagazzi 2004[12] (Foire internationale du livre jeunesse de Bologne, Italie), Catégorie Fiction, pour Au jardin, avec Katy Couprie
- Prix P'tits Mômes 2016[17] pour Je suis un lion
- Prix Libr’à Nous 2016[18] pour Je suis un lion

Plusieurs de ses ouvrages font partie de la « Bibliothèque idéale » du Centre national de la littérature pour la jeunesse (BnF), dont quatre coréalisés avec Katy Couprie : Des milliards d'étoiles et Oh la vache ! (1998), Tout un monde (1999), et Au jardin (2003) ; trois qu'il a écrits et illustrés : Perdu (1996), Cinq pattes et C'est la p'tite bête (1998) ; et deux qu'il a illustrés : Paul Éluard, Dans Paris il y a (2001) et Pomme de reinette et pomme d'api : les comptines des petits (2005).

## Œuvres
Œuvres :
 (novembre 2021).
- De aïe à zut, texte de Véronique Fleurquin, Nathan, coll. « États d'âme », 1990
- L'Hiver, c'est long ? Des conseils brûlants pour faire de l'hiver un été, texte de Béatrice Fontanel, Nathan, coll. « États d'âme », 1990
- Monsieur Glouton, de Émile Glouton, Nathan, 1991
- Le Glouton, texte de Bernard Mocquot, Nathan, coll. « Tourne-page », 1991
- Une jeunesse de Marcelle Canon, de Émile Gouton, Paris, Ad hoc, 1995
- Têtes à classe, Albin Michel, Jeunesse, 1993
- Portraits de maîtres, Albin Michel, Jeunesse, 1994
- Télé sucette, Albin Michel, Jeunesse, 1994
- Une jeunesse de Marcelle Canon, de Émile Gouton, Paris, Ad hoc, 1995
- Le Retour de Marcelle Canon, de Émile Gouton, Paris, Ad hoc, 1995
- Une soirée chez Marcelle Canon, de Émile Gouton, Paris, Ad hoc, 1995
- Bulle, la baleine blanche, Manitoba jeunesse, 1995 ; réédition, Albin Michel Jeunesse, coll. « Zéphyr », 2001
- Je vois rouge / Je vois jaune / Je vois vert / Je vois bleu, Seuil Jeunesse, 1995
- Vous n'avez pas vu mon nez ?, Albin Michel Jeunesse, coll. « Zéphyr », 1995
- Demain je serai pirate, Albin Michel Jeunesse, 1995
- Jean le géant géant, Manitoba jeunesse, 1996
- Pas si bête !, Seuil Jeunesse, 1996
- Perdu !, Albin Michel, coll. « Zéphyr », 1996 ; réédition, Albin Michel Jeunesse, coll. « Panda poche », 2015
- Mon petit cœur, Manitoba, 1996 ; réédition, Gallimard, coll. « Hors série Giboulées », 2001 ; réédition, Seuil jeunesse, 2016
- Pas de whisky pour Méphisto, texte de Paul Thiès, Syros, coll. « Mini Souris noire », 1997
- Le monstre du lac noir, texte de Hervé Jaouen, Syros, coll. « Mini Souris noire », 1997
- Sèvres Babylone, texte de Gérard Carré, Syros, coll. « Mini Souris noire », 1997
- Le Refuge des ptits tout seuls, texte de Marie et Joseph, Syros, coll. « Mini Souris noire », 1997
- Didi des Caraïbes, texte de Hervé Mestron, Syros, coll. « Mini Souris noire », 1997
- La Pêche aux caramels, texte de Joseph Périgot, Syros, coll. « Mini Souris noire », 1997
- Les Frisettes de mademoiselle Henriette, de Fanny Joly, Hachette Jeunesse, coll.«  Le livre de poche jeunesse », 1997
- Tom peint des pommes, Albin Michel Jeunesse, 1998
- Drôles de galettes, Magdalena Guirao-Julien, Retz scolaire, coll. « Les albums de Mika, » 1997
- Mémé méchante, texte de Stéphanie Benson, Syros, coll. « Mini Souris sentiments », 1998
- Un cafard pas possible, texte de Dorine Bertrand, Syros, coll. « Mini Souris sentiments », 1998
- Une journée pleine de secrets, texte de Jo Hoestlandt, Syros, coll. « Mini Souris sentiments », 1998
- Le Cornichon, texte de Joseph Périgot, Syros, coll. « Mini Souris noire », 1998
- Un oiseau est mort, texte de Joseph Périgot, Syros, coll. « Mini Souris noire », 1998
- Sahara, texte de Daniel Pennac, Thierry Magnier, 1998
- Les Oiseaux : Imprécis d'ornithologie, texte de Marcelle Canon, Seuil Jeunesse, 1998
- C'est la p'tite bête, éditions Thierry Magnier, coll. « Tête de lard »1998 ; nouvelle édition, Thierry Magnier, 2015
- La Promenade de Flaubert, éditions Thierry Magnier, coll. « Tête de lard »1998 ; réédition, Thierry Magnier, 2015
- Cinq pattes, éditions Thierry Magnier, coll. « Tête de lard »1998
- Le grain de sable, éditions Thierry Magnier, coll. « Tête de lard »1998
- Des milliards d'étoiles, avec Katy Couprie, Thierry Magnier, coll. « Tête de lard », 1998 ; nouvelle édition, Thierry Magnier, 2016
- Mon maître ne ressemble à rien, texte de Sylvie Chausse, Thierry Magnier, coll. « Roman », 1998
- Oh la vache !, avec Katy Couprie, Thierry Magnier, coll. « Tête de lard », 1998 ; réédition, Thierry Magnier, 2015  (ISBN 9782364746770)
- 1, 2, 3 foot, Albin Michel Jeunesse, 1998
- Mon oreiller, illustrations de Charlotte Mollet, Thierry Magnier, coll. « Tête de lard », 1999
- Tout un monde : le monde en vrac, avec Katy Couprie, Thierry Magnier, 1999
- Une plume dans le whisky, roman, Syros, coll. « Souris poche humour », 1999 ; réédition, Syros, coll. « Tempo », 2003
- Pat, Albin Michel Jeunesse, coll. « Zéphyr », 1999
- Grand mère Mambo, texte de Hélène G. Couturier, Syros, coll. « Mini Souris noire », 1999
- Noémie super star, texte de Anne-Laure Bondoux, Syros, coll. « Les Mini Syros », 1999
- Le Boubou du marabout, texte d'Alain Korkos, Syros, coll. « Les Mini Syros », 1999
- Pas de myosotis pour Miss Bérénice, texte d'Alain Korkos, Syros, coll. « Les Mini Syros », 1999
- Vincent l'invisible, texte de Thomas Scotto, Syros, coll. « Mini Souris sentiments, » 1999
- Qui veut la peau de l'anaconda ?, texte de Nathalie Clément, Syros, coll. « Mini Souris sentiments », 1999
- Moi faut plus me raconter d'histoires, texte de Thomas Scotto, Syros, coll. « Mini Souris sentiments », 1999
- Trouille, la citrouille, Albin Michel Jeunesse, 1999
- Dans la galette, il y a..., illustré par Moreno, Thierry Magnier, coll. « Tête de lard », 1999 ; nouvelle édition, Thierry Magnier, 2016
- L'as-tu vu ?, Thierry Magnier, coll. « Tête de lard », 2000
- Mort aux crocos !, texte de Yves-Marie Clément, Syros, coll. « Mini Souris aventure », 2000
- Touche pas à mon papa !, texte de Thierry Lenain, Nathan, coll. « Étoile filante », 2000
- Y'en a qui disent du mal du maître, texte de Sylvie Chausse, Thierry Magnier, coll. « Roman », 2000
- Catastrophe !, illustré par Bernard Grandjean, Thierry Magnier, coll. « Tête de lard », 2000
- On a volé mon vélo !, de Éric Simard, Syros, coll. « Mini Syros polar », 2000
- Monsieur Zigoto, Mila, 2000
- Jojo et Oustiti, texte de Nathalie Beau, Milan, 2000
- Jojo et son pot, texte de Nathalie Beau, Milan, 2000
- Jojo n'a pas sommeil, texte de Nathalie Beau, Milan, 2000
- Jojo à l'école, texte de Nathalie Beau, Milan, 2000
- Le Grand livre des filles et des garçons, texte de Brigitte Bègue, Anne-Marie Thomazeau et Alain Serres, Rue du monde, 2000 ; réédition, Rue du monde, coll. « Grands livres », 2004
- Mère : détective privée, texte de Sigrid Baffert, Syros, coll. « Mini Souris aventure », 2001
- Dans Paris il y a, texte de Paul Éluard, Rue du monde, coll. « Petits géants », 2001
- Tiens, c'est pour toi, Thierry Magnier, 2001 ; réédition, 2003 ; réédition, coll. « Tête de lard », 2013 ; réédition, 2016
- Dodo, avec Katy Couprie, Thierry Magnier, coll. « Tête de lard », 2001
- La Belle étoile, Gallimard Jeunesse, coll. « Giboulées », 2001
- Un monde palestinien, avec Katy Couprie, Thierry Magnier ; Ramallah, Le Petit Shourouk, 2001
- Le Chat de mon école marque toujours midi, texte de Christian Poslaniec, Lo Païs, coll. « D'enfance », 2002
- Le Maître se met au vert, texte de Sylvie Chausse, Thierry Magnier, coll. « Roman », 2002
- À table !, avec Katy Couprie, Thierry Magnier, 2002 ; nouvelle édition, 2008
- Gribouillis, gribouillons, Seuil Jeunesse, 2002
- Le Trésor des dindons. Une aventure d'Emma la poule, texte de Claudine Aubrun, Syros, coll. « Mini Syros Humour », 2002
- Ceci est un livre, illustré par Martin Jarrie, Thierry Magnier, coll. « Tête de lard », 2002 ; nouvelle édition, 2016
- Babyfoot, Thierry Magnier, coll. « Tête de lard », 2003
- Au jardin[20], avec Katy Couprie, Thierry Magnier, 2003 ; réédition, 2008
- Sur la bouche ! : un livre à embrasser, Gallimard Jeunesse, coll. « Giboulées. Aux petits oignons », 2003 ; réédition, Thierry Magnier, coll. « Tête de lard », 2011 ; réédition, Thierry Magnier, 2017
- Le Câlin : un livre à caresser, Gallimard Jeunesse, coll. « Giboulées. Aux petits oignons », 2003
- Zouzou : un livre à montrer, Gallimard Jeunesse, coll. « Giboulées. Aux petits oignons », 2003
- Sur le nez ! : un livre à taper, Gallimard Jeunesse, coll. « Giboulées. Aux petits oignons », 2003 ; réédition, Thierry Magnier, coll. « Tête de lard », 2012
- Looping, Gallimard Jeunesse, coll. « Giboulées. Aux petits oignons », 2004
- Moutch : un livre à appuyer, Gallimard Jeunesse, coll. « Giboulées. Aux petits oignons », 2004
- Chapeau ! la petite bête, P.O.L., coll. « PetitPOL », 2004
- La Peinture de la petite bête, P.O.L., coll. « PetitPOL », 2004
- La Chanson de la petite bête, P.O.L., coll. « PetitPOL », 2004 ; nouvelle édition, Bayard Jeunesse, 2013 ; nouvelle édition, Saltimbanque, 2018
- Allô ! la petite bête, P.O.L., coll. « PetitPOL », 2004
- Pouët ! Pouët ! la petite bête, P.O.L., coll. « PetitPOL », 2004 ; nouvelle édition, Bayard Jeunesse, 2012
- Bouh ! la petite bête, P.O.L., coll. « PetitPOL », 2004
- Tout un Louvre, avec Katy Couprie, Thierry Magnier/Musée du Louvre, 2005
- Pomme de reinette et pomme d'api : les comptines des petits, collectif d'illustrateurs, Bayard jeunesse, 2005
- Le Bateau de la petite bête, P.O.L., coll. « PetitPOL », 2006
- La Petite bête se déguise, P.O.L., coll. « PetitPOL », 2006 ; nouvelle édition, Bayard Jeunesse, 2013
- La Pomme de la petite bête, P.O.L., coll. « PetitPOL », 2006
- La Petite bête est malade, P.O.L., coll. « PetitPOL », 2006
- Dans la neige j'ai ramassé, texte de Caroline Pellissier, Thierry Magnier, coll. « Tête de lard », 2006
- Savez-vous planter les choux ? Les comptines des petits, Bayard Jeunesse, 2006
- Les Tout Petits Loups, texte de Olivier Cailalrd, Enfance et musique, coll. « Les p'tits loups du jazz », 2006
- Les Trois Papas, texte de Hélène Bohy, Enfance et musique, coll. « Les grands livres CD », 2007
- Menaces dans la nuit, texte de Marc Villard, Syros, coll. « Mini Syros polar », 2007
- Les Doigts rouges, texte de Marc Villard, Syros, coll. « Mini Syros polar », 2007
- Pas de whisky pour Méphisto, texte de Paul Thiès, Syros, coll. « Mini Syros polar », 2007
- Armand et le commissaire Magret, texte de Olivier Mau, Syros, coll. « Mini Syros polar », 2007
- Armand dur à cuire, texte de Olivier Mau, Syros, coll. « Mini Syros polar », 2007
- Aubagne la galère, texte de Hector Hugo, Syros, coll. « Mini Syros polar », 2007
- Crimes caramels, texte de Jean-Loup Craipeau, Syros, coll. « Mini Syros polar », 2007
- Cœur de pierre, texte de Philippe Dorin, Syros, coll. « Mini Syros polar », 2007
- Qui a tué Minou Bonbon ?, texte de Joseph Périgot, Syros, coll. « Mini Syros polar », 2007
- Le Chat de Tigali, texte de Didier Daeninckx, Syros, coll. « Mini Syros polar », 2007
- Pirouettes, cacahouètes, texte de Geneviève Schneider, Enfance et musique, coll. « Les livres-disques d'Enfance et musique », 2008
- Cocorico, texte de Isabelle Caillard, Enfance et musique, coll. « Les livres-disques d'Enfance et musique », 2007
- Trois Fêlés et un pendu, texte de Jean-Hugues Oppel, Syros, coll. « Mini Syros polar », 2009
- Armand chez les Passimpas, texte de Olivier Mau, Syros, coll. « Mini Syros polar », 2009
- Pas de pitié pour les poupées B., texte de Thierry Lenain, Syros, coll. « Mini Syros polar », 2009
- La Naissance de la petite bête, Gallimard Jeunesse, coll. « Giboulées. La petite bête », 2009
- Le Grand voyage de la petite bête, Gallimard Jeunessen, coll. « Giboulées. La petite bête », 2009
- Le dodo, texte de Yannick Jaulin, La Rochelle, Théâtre Verdière, 2011
- Picoti, picota !, Bayard Jeunesse, 2011
- Je suis..., Thierry Magnier, 2012
- Jacques Prévert, de Jacques Prévert, Enfance et musique, coll. « Les livres-disques d'Enfance et musique », 2012
- Pouët ! Pouët !, Bayard Jeunesse, coll. « Ma toute petite bibliothèque », 2012
- Le Crocolion[21], Thierry Magnier, 2013 ; nouvelle édition, Les Incorruptibles, 2014
- Plouf ! La petite bête, Bayard Jeunesse, 2013
- Cékikapété ? : une enquête explosive, Thierry Magnier, 2014
- La Planète de la petite bête, Bayard Jeunesse, 2014
- Le Chevalier noir[22], Thierry Magnier, 2015
- Je veux voler, Seuil jeunesse, 2015
- Je suis un lion[23], Seuil jeunesse, 2015
- Le Pire Livre pour apprendre le pot, Seuil jeunesse, 2015
- Grande bouche, Seuil jeunesse, 2016
- L'Affaire du collier : une aventure très nouille, Thierry Magnier, 2016  (ISBN 978-2364748477)
- Bouh ! : le livre qui fait le plus peur du monde[24], Seuil jeunesse, 2016
- Pourquoi les lapins ne portent pas de culotte ?, Seuil jeunesse, 2016
- Supercagoule, Seuil jeunesse, 2016
- Patate, Seuil jeunesse, 2017
- Le Pire Livre pour apprendre le dessin, Seuil jeunesse, 2017
- Bonjour chez vous, monsieur Caca ! : le livre le plus bête du monde, Saltimbanque éditions, 2018
- Bonjour la Petite Bête, Saltimbanque éditions, 2018
- Pas de cadeau pour les bêtes, texte de Paul Martin, Seuil jeunesse, 2018
- Les Bottes, Seuil jeunesse, 2018
- Le Miroir de la petite bête, Saltimbanque éditions, 2018
- Pas de cadeau pour les bêtes, texte de Paul Martin, Seuil jeunesse, 2018
- Pin-pon la petite bête, Saltimbanque éditions, 2018
- La Piscine, Seuil jeunesse, 2018
- Le Grand Patatou, Saltimbanque éditions, 2019
- Le Répétou, Seuil jeunesse, 2019
- La Tarte aux cornichons sauvage, Seuil jeunesse, 2019
- Machin truc bidule, avec Katy Couprie, Thierry Magnier, coll. « Big tête de lard », 2020  (ISBN 9791035203153)
- Captain Lapin, Seuil jeunesse, 2020, 60 p. (ISBN 979-1023515572)
- Hugh ! Lapin, Seuil jeunesse, 2021,  (ISBN 9791023515282)
- Cui-cui le petit chien, Seuil jeunesse, 2021  (ISBN 9791023516388)
- Pourquoi les lapins ne fêtent pas leur anniversaire, Seuil jeunesse, 2021  (ISBN 9791023510232)
- Tex la terreur, texte de Paul Martin, Seuil jeunesse, 2022  (ISBN 9791023511727)
- Le Bouton magique du professeur lapin, Seuil jeunesse, 2022  (ISBN 9791023517538)
- Nosfératiche, Seuil jeunesse, 2023  (ISBN 9791023518689)
- Enfantillages, Albin Michel, 2023  (ISBN 9782226477026)
- Le petit théâtre des émotions, Seuil jeunesse, 2024  (ISBN 9791023518696)

### Séries
- Série Mademoizelle Wiz, texte de Terence Blacker ; une quinzaine de tomes, 1998-2000

## Expositions récentes
- « Imagi[n]er »[10],[11], Katy Couprie et Antonin Louchard, Musée de l'illustration jeunesse[9] de Moulins, du 21 septembre 2019 au 2 février 2020